# Kristine Roug
Kristine Roug (Hørsholm, 12 de marzo de 1975) es una deportista danesa que compitió en vela en la clase Europe. 
Participó en dos Juegos Olímpicos de Verano, en los años 1996 y 2000, obteniendo una medalla de oro en Atlanta 1996, en la clase Europe. Ganó cinco medallas en el Campeonato Mundial de Europe entre los años 1994 y 2000.

## Palmarés internacional
| \| Juegos Olímpicos \| Juegos Olímpicos \| Juegos Olímpicos \| Juegos Olímpicos \| \| Año \| Lugar \| Medalla \| Clase \| \| ------------------ \| ------------------------------ \| ----------------- \| ---------------- \| \| 1996 \| Atlanta (Estados Unidos) \| Medalla de oro \| Europe \| \| Campeonato Mundial \| \| \| \| \| Año \| Lugar \| Medalla \| Clase \| \| 1994 \| La Rochelle (Francia) \| Medalla de oro \| Europe \| \| 1995 \| Auckland (Nueva Zelanda) \| Medalla de oro \| Europe \| \| 1997 \| San Francisco (Estados Unidos) \| Medalla de plata \| Europe \| \| 1998 \| Travemünde (Alemania) \| Medalla de bronce \| Europe \| \| 2000 \| Salvador (Brasil) \| Medalla de oro \| Europe \| |                                |                   |        |
| Juegos Olímpicos |                                |                   |        |
| Año | Lugar                          | Medalla           | Clase  |
| 1996 | Atlanta (Estados Unidos)       | Medalla de oro    | Europe |
| Campeonato Mundial |                                |                   |        |
| Año | Lugar                          | Medalla           | Clase  |
| 1994 | La Rochelle (Francia)          | Medalla de oro    | Europe |
| 1995 | Auckland (Nueva Zelanda)       | Medalla de oro    | Europe |
| 1997 | San Francisco (Estados Unidos) | Medalla de plata  | Europe |
| 1998 | Travemünde (Alemania)          | Medalla de bronce | Europe |
| 2000 | Salvador (Brasil)              | Medalla de oro    | Europe |